# Кратеропа попеляста
Кратеро́па попеляста (Argya striata) — вид горобцеподібних птахів родини Leiothrichidae. Мешкає на Індійському субконтиненті.

## Опис
Довжина птаха становить 25 см. Забарвлення коричнево-сіре, дзьоб жовтий. Верхня частина тіла тьмяніша, на горлі і грудях нечіткі плямки. Представники підвиду A. s. somervillei мають рудий хвіст, махові пера у них тьмяніші. Виду не притаманний статевий диморфізм. Попелясті кратеропи живуть досить довго, деякі птахи можуть досягати віку 16,5 років.

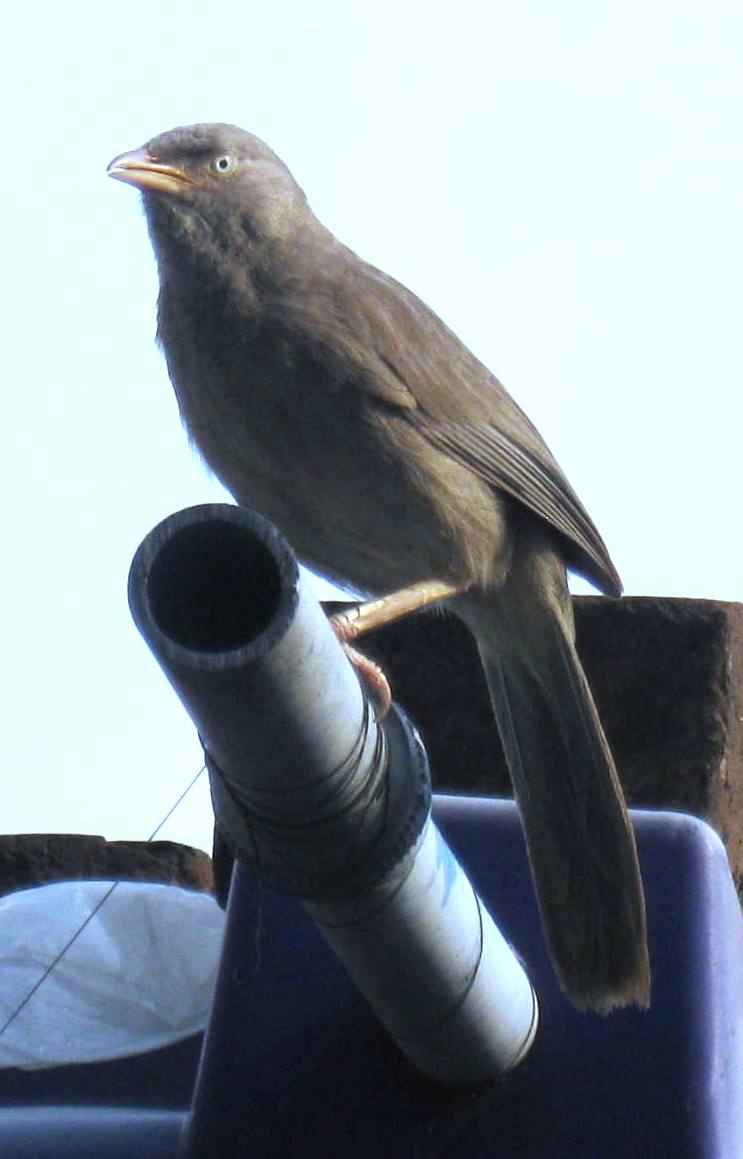
Попеляста кратеропа

## Підвиди
Виділяють п'ять підвидів:
- A. s. sindiana (Ticehurst, 1920) — Пакистан і північно-західна Індія;
- A. s. striata (Dumont, 1823) — північна, північно-східна і східна Індія, Бангладеш;
- A. s. somervillei (Sykes, 1832) — північ Західних Гат;
- A. s. malabarica (Jerdon, 1845) — південь Західних Гат;
- A. s. orientalis (Jerdon, 1845) — центральна і південна Індія.

Цейлонська кратеропа раніше вважалася підвидом попелястої кратеропи.

## Поширення і екологія
Попелясті кратеропи мешкають в Індії, Пакистані, Непалі, Бутані і Бангладеш. Вони живуть в сухих і вологих рівнинних тропічних лісах, в чагарникових заростях, садах і на плантаціях. Зустрічаються на висоті до 1525 м над рівнем моря.

## Поведінка
Попелясті кратеропи живуть в зграях, до яких можуть приєднуватися птахи інших видів. Члени зграї можуть колективно захищати свою територію від ворогів. Їм притаманна складна поведенка, зокрема ігрова. Попелясті кратеропи живляться переважно комахами, а також зерном, нектаром і ягодами. Розмножуються протягом всього року. В Північній Індії піки розмноження припадають на періоди з березня по квітень і з липня по вересень. Попелясті кратеропи досягають статевої зрілості на третьому році життя, молоді самиці покидають родинну групу у віці 2 років. Гнізда розміщуються на деревах, серед листя. В кладці 3-4 яйця, хоча їхня кількість може доягати семи. Попелястим кратеропам притаманний колективний догляд за пташенятами. Вони іноді стають жертвами гніздового паразитизму строкатих і білогорлих зозуль.